# Anteckningar från källarhålet
Anteckningar från källarhålet (ryska: Записки из подполья), även översatt som Anteckningar från ett källarhål, En underjordisk dagbok och Anteckningar från underjorden, är en kortroman av Fjodor Dostojevskij, ursprungligen publicerad 1864 i den ryska litteraturtidskriften Epocha.

## Innehåll
Romanens första del är skriven som en monolog där en namnlös tjänsteman, den bittra och isolerade "Källarmänniskan", gör upp med strömningar i tiden. I den andra delen söker han sig bland människor igen, där hans tvångsföreställningar och grälsjuka ställer till det. Dostojevskij parodierar sina tidigare romanhjältar och introducerar existentiella frågor som förhållandet mellan kärlek och lidande och människans oförmåga att uthärda frihet samtidigt som hon uthärdar förtryck.

## Eftermäle
Fjodor Dostojevskij återkommer till liknande frågor i sina senare romaner Brott och straff (1866), Idioten (1868–1869) och Bröderna Karamazov (1880).
Romanen brukar räknas som ett av västvärldens främsta verk.